# Večernji list
Il Večernji list (lett. "Foglio della sera") è un quotidiano croato pubblicato dalla società zagabrese Večernji list d.d..
Il suo predecessore (Večernji Vjesnik, ossia Messaggero della Sera) apparve per la prima volta il 3 giugno 1957 a Zagabria, con 24 pagine. Ma presto (1959) si unì al Narodni list (Il Foglio del Popolo) per formare l'odierno Večernji list.
Il Večernji tenne fede alla sua reputazione anche dopo il 1990, durante il duro periodo di guerra. Nonostante ciò, il leader dello HDZ Franjo Tuđman espresse un forte interesse a estendere il suo controllo sul quotidiano, attraverso la campagna di privatizzazioni. Ivić Pašalić, uno degli uomini più vicini a Tuđman, prese parte a questo processo, che portò il giornale a sostenere le posizioni nazionaliste e filobelliche del presidente croato. Nonostante la poca trasparenza del processo, nelle indagini ufficiali non fu scoperto alcun atto illegale.
Per il Večernji, più dannosa di questo processo fu la nascita nell'aprile 1998 dell'Jutarnji list (Il Foglio del Mattino), quotidiano rivale. Il Večernji perse l'egemonia nel mercato croato dell'informazione. Ma nel 2000 esso venne acquistato dalla Styria Medien AG, gruppo finanziario austriaco con sede nelle Isole Vergini. Sotto la nuova direzione, il giornale, di stampo conservatore, cominciò a prendere una posizione più critica verso l'establishment del governo, in special modo da quando Ivo Sanader divenne primo ministro. Questo approccio polemico restituì al Večernji il consenso perduto.
La promozione di Miljenko Manjkas a redattore capo del giornale ed alcuni testi dal tono fortemente anticomunista fecero sospettare a molti la possibilità che dietro al giornale ci fosse Ivić Pašalić, rivale di Sanader. Secondo un articolo dell'Jutarnji list, Sanader avrebbe minacciato la dirigenza della Styria AG con un'indagine sulla privatizzazione del giornale.
Secondo un sondaggio del 2001 il Večernji list è il quotidiano nazionale croato più letto.
Nel 2006 ha conquistato il terzo posto nel concorso "Ifra Cross Media Award 2006".
Dal 2012 è venduto in quattro versioni: quella di Zagabria, quella per il resto del paese, quella della Federazione di Bosnia ed Erzegovina e quella internazionale.

## Direttori responsabili
- Tomislav Golubović (1959-1961)
- Mirko Bilić (1961-1963)
- Vera Vrcić (1963-1968)
- Davor Šošić (1968-1972)
- Milan Bekić (1972-1975)
- Drago Šubić (1975-1983)
- Stjepan Andrašić (1983-1990)
- Ivo Lajtman (1990-1992)[3]
- Branko Tuđen (1992-2001)
- Ružica Cigler (2001-2005)
- Miljenko Manjkas (2005-2006)
- Goran Ogurlić (2006-2015)
- Dražen Klarić (dal 2015)